# Бірюківська селищна рада
Бірюківська селищна рада — селищна рада у Довжанському районі Луганської області з адміністративним центром у смт Криничне.
Історична дата утворення: в 1967 році. Водоймища на території, підпорядкованій даній раді: річка Кундрюча.
Селищній раді підпорядковані також селища Братське та Довжанське.
Адреса селищної ради: 94863, Луганська обл., Довжанський р-н, смт. Бірюкове, вул. Леніна, 81.

## Населені пункти
Населені пункти, що відносяться до Бірюківської селищної ради.
| № | Назва      | Тип    | Рік заснування | Площа км² | Населення (2001), ос. |
| - | ---------- | ------ | -------------- | --------- | --------------------- |
| 1 | Криничне   | смт    | 1778           | 96,7      | 3970                  |
| 2 | Братське   | селище | 1964           | 0,09      | 110                   |
| 3 | Довжанське | селище | 1949           | 3,893     | 675                   |

## Склад ради
Рада складається з 26 депутатів та голови.

### Керівний склад ради
| ПІБ                    | Основні відомості                                                        | Дата обрання | Дата звільнення |
| ---------------------- | ------------------------------------------------------------------------ | ------------ | --------------- |
| Жовтолюк Юрій Павлович | Селищний голова, 1957 року народження, освіта вища, безпартійний         | 26.03.2006   | 31.10.2010      |
| Жовтолюк Юрій Павлович | Селищний голова, 1957 року народження, освіта вища, член Партії регіонів | 31.10.2010   |                 |

Примітка: таблиця складена за даними джерела 